# Taman Martani
Taman Martani is een bestuurslaag in het regentschap Sleman van de provincie Jogjakarta, Indonesië. Taman Martani telt 14.611 inwoners (volkstelling 2010).